# Polonius froggatti
Polonius froggatti är en insektsart som beskrevs av Goding 1939. Polonius froggatti ingår i släktet Polonius och familjen hornstritar. Inga underarter finns listade i Catalogue of Life.